# George James Giffard
Sir George James Giffard, britanski general, * 1886, † 1964.